# 앨번 그레이엄 클라크

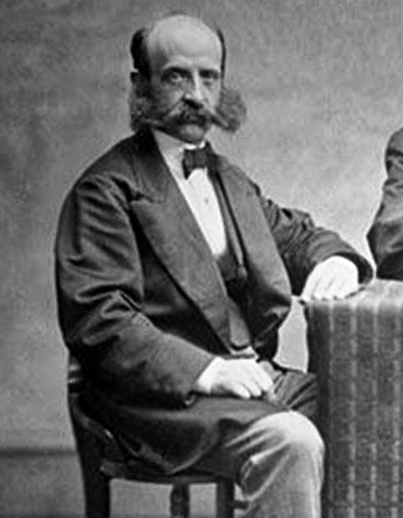

앨번 그레이엄 클라크(Alvan Graham Clark, 1832년 7월 10일 ~ 1897년 6월 9일)는 매사추세츠주 폴리버(Fall River)에서 태어난 미국 천문학자이자 망원경 제조사(telescope-maker)이다. 그는 Alvan Clark & Sons를 만든 앨번 클라크(Alvan Clark)의 아들이다.